# Banská Štiavnica (distrikt)
Banská Štiavnica Distrikt (okres Banská Štiavnica ) er et distrikt i regionen Banská Bystrica i det centrale Slovakiet . Indtil 1918 tilhørte det meste af det nuværende distrikt det daværende amt Hont, i Kongeriget Ungarn, bortset fra Močiar og Podhorie mod nord (Tekov) og Kozelník mod øst (i Zvolen).

## Kommuner
- Baďan
- Banská Belá
- Banská Štiavnica
- Banský Studenec
- Beluj
- Dekýš
- Ilija
- Kozelník
- Močiar
- Počúvadlo
- Podhorie
- Prenčov
- Svätý Anton
- Štiavnické Bane
- Vysoká